# Hvožďany, Domažlice
Hvožďany là một làng thuộc huyện Domažlice, vùng Plzeňský, Cộng hòa Séc.